# Transportadora de Gas del Norte
Transportadora de Gas del Norte S.A. (TGN) ist ein argentinisches Unternehmen mit  Sitz in Buenos Aires, das hauptsächlich im Vertrieb von Erdgas tätig ist. Das Unternehmen verfügt über ein Pipelinenetz von 10.940 km, davon 6.806 eigene und 4.134 km Gaspipelines von Drittanbietern. Das Gastransportsystem besteht aus zwei Hauptpipelines: der Northern Pipeline, die in der Provinz Salta beginnt, und der Central Western Pipeline, die in der Provinz Neuquén beginnt. Darüber hinaus vertreibt das Unternehmen Gas nach Chile, Brasilien  und Uruguay. Zum 31. Dezember 2012 hielt das Unternehmen Minderheitsbeteiligungen an Comgas Andina S.A. (COMGAS) und Companhia Operadora do Rio Grande do Sul (COPERG). Darüber hinaus ist Gasinvest S.A. der Hauptaktionär des Unternehmens.
Transportadora de Gas del Norte verfügt über 21 Kompressoranlagen mit 391.020 HP. Das Unternehmen ist für den Transport von 40 % des eingegebenen Gases in Fernleitungen in Argentinien verantwortlich. Dies entspricht 20 % des Energienetzes des Landes.
Transportadora de Gas del Norte ist an der Bolsa de Comercio de Buenos Aires  (Börse von Buenos Aires) notiert und  Teil des Aktienindexes MERVAL, des wichtigsten Börsenindikators in Argentinien.
56 % der Aktien werden von Gasinvest S.A., einem Joint-Venture von Sociedad conformada por Tecpetrol S.L. und Compañía General de Combustibles S.A., gehalten, 24 % von Southern Cone Energy Holding Company Inc., 20 % sind an der Börse platziert.

## Geschichte
1856 wurden in Buenos Aires und später in anderen Städten Straßenbeleuchtungen mit Gas eingerichtet. Hierzu wurden lokale Gasversorgungsgesellschaften gegründet. 1945 erfolgte eine Verstaatlichung dieser Unternehmen. Unter dem Namen Gas del Estado erfolgte die Gasversorgung als staatliches Monopol. Im Rahmen der Privatisierungen des Jahres 1992 wurden verschiedene Einzelgesellschaften gegründet, darunter auch Transportadora de Gas del Norte.